# Vikram korszak
A Vikram korszak (IAST: Vikrama Samvat; rövidítve V.S. (vagy VS) és B.S. (vagy BS); más néven Vikrám naptár egy történelmi hindu naptár az indiai szubkontinensen. Ez Nepál hivatalos naptára. Indiában több államban is ezt alkalmazzák. A naptárban holdhónapok és napévek szerepelnek.

## Története
Számos ókori és középkori feliratban szerepel a vikram naptár. Bár állítólag a legendás Vikramaditya király után kapta a nevét, a "Vikrama Samvat" a IX. század előtt nem szerepel a történelmi feljegyzésekben. Ugyanezt a naptárrendszert más neveken lehet megtalálni, mint például Krita vagy Malava. A gyarmati idők tudósai úgy gondolták, naptár annak a Vikramaditya királynak állít emléket, aki kiűzte a szakákat Udzsainból. Azonban későbbi epigráfiai és tudományos bizonyítékok rámutattak, hogy ennek az elméletnek nincs történelmi alapja. A IX. században az epigráfiai művészek kezdték el használni a Vikram Samvatot (amivel arra akartak utalni, hogy a használatban lévő hindu naptár Vikram Samvat néven vált ismertté); a buddhista és a dzsainista epigráfia továbbra is Buddhához és Mahávira életéhez kapcsolódó időszámítást használ.

### Vikramaditya legenda

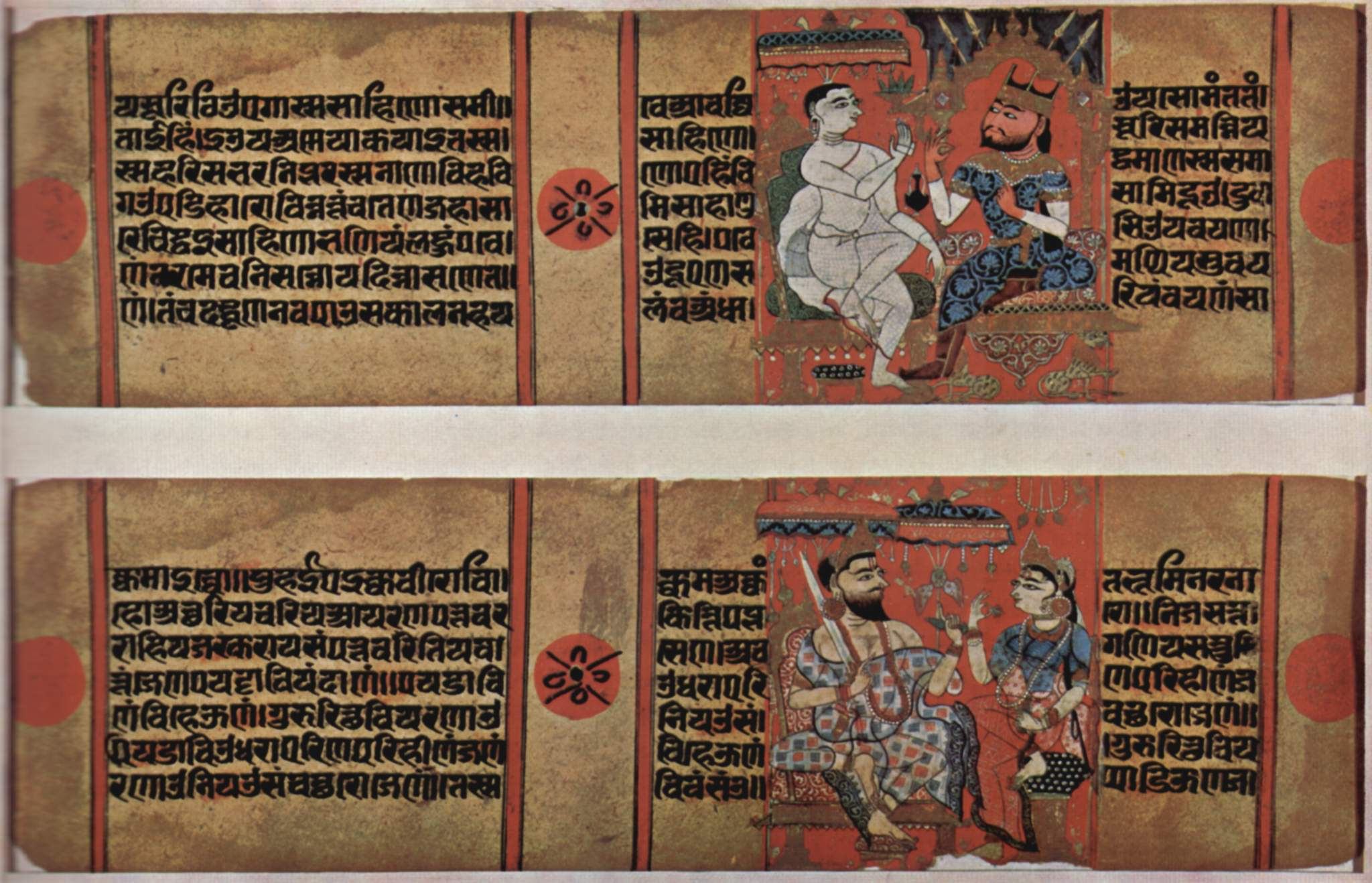
Kalakacharya dzsain szerzetes és a szaka király (Kalakacharya Katha kézirat, Chhatrapati Shivaji Maharaj Vastu Sangrahalaya, Mumbai)

A népszerű hagyomány szerint Vikramaditya udzsaini király alapította meg a Vikrama Samvatot, miután legyőzte a szakákat.
Kalakacharya Kathanaka (Kalakacharya szerzetes feljegyzése), a dzsain bölcs, Mahesarasuri írása a következőképp magyarázza: Gandharvasena, Udzsain akkori erőteljes királya megszöktetett egy Sarasvati nevű nővért, aki a szerzetes testvére volt. A felbőszített szerzetes Szisztán Sahi királyának a segítségét kérte. A rossz esélyek ellenére és a csodának köszönhetően a szaka király legyőzte Gandharvasenát, és fogságba ejtette. Sarasvatit hazaküldték, de maga Gandharvasena megbocsátást nyert. A legyőzött király az erdőbe menekült, ahol egy tigris végzett vele. Fiának, az erdőben felnőtt Vikramadityának Pratishthanából, a mai Mahárástrában lévő Paithanból kellett kormányoznia. Később Vikramaditya megtámadta Udzsaint, és elfoglalta azt a szakáktól. Ennek emlékéül új korszakot nyitott, melynek "Vikrám korszak" lett a neve. Az ujadzsín naptár kezdete i.e. 58-56 körül volt, ebből következően a szaka naptár 78-ban kezdődhetett.

### Történelmi gyökerek
Semmilyen forrás nem maradt fenn arról a IX. százai időkből, hogy az időszámítás tényleg Vikramaditya miatt kezdődött i. e. 57-ben. A korábbi időszakban "Kṛṭa" (343–371), "Kritaa" (404), "a Malava törzs" (424), vagy egyszerűen "Samvat" volt a névadó. A legrégebbi ismert felirat, mely vikramnak nevezi a korszakot, 842-ből származik. Ez az írás a chauhana uralkodótól, Chandamahasenától származik Dholpurból, melyen időpontnak „Vikram Samvat szerint 898. Vaishakha Shukla 2, Chanda" (842. április 16.) szerepelt. Az első, a korszakot egy Vikramaditya királyhoz kapcsolódó feljegyzés 971-ből származik, az első irodalmi pedig, amiben a korszak Vikramadityához kapcsolódik a Subhashita-Ratna-Sandoha (993-994), melyet Amitagati dzsainista író írt.
Sok szerző úgy gondolja, a Vikram Samvat kezdete nem Vikramadityához kapcsolható, aki sokkal inkább egy legendás király lehetett vagy egy olyan cím, melyet egy későbbi király vett fel, hogy róla nevezzék el a korszakot. V. A. Smith és D. R. Bhandarkar úgy gondolta, II. Chandragupta vette fel a Vikramaditya címet, és ő nevezte át a korszakot "Vikrama Samvattá". Rudolf Hoernlé szerint Yashodharman volt a király, akihez ez a történet kapcsolható. Hoernlé úgy gondolja, ő foglalta el Kasmirt, és ő a Kalhana Rajatarangini művében említett "Harsha Vikramaditya".
Néhány korábbi tudós úgy vélte, a Vikraa Samvat az indoszkíta szaka I. Azes után elnevezett Azes korszakkal. Ezt Robert Bracey megkérdőjelezte, miután talált egy feliratot Vijayamitrától, ami két korszak szerint is meg volt jelölve. Az elméletet végül Falk és Bennett cáfolta meg, akik szerint az Azes korszak kezdete i. e. 46–47 körül lehetett.

## Kultúra
Gudzsarátban a díváli utáni napon ünneplik a Vikram Samvat naptár első napját, Kartik hónap első napján.

## Népszerűsége
A Vikram Samvatot hasunállják a hinduk és a szikhek is. Ez az indiai szubkontinensen elterjedt egyik regionális hindu naptár. Alapja 12 holdhónap és 365 naptári nap. A holdév Chaitra hónap újholdjakor kezdődik. Ez a Chaitra Sukhladi India kötelező ünnepe.
A naptárat Nepálban valamint India nyugati, északi és középső részén a hinduk mind a mai napig használják. Dél-Indiában és Kelet- valamint Nyugat-India egyes részein (Asszámban, Nyugat-Bengálban és Gudzsarátban az indiai nemzeti naptárat használják.
Az iszlám uralom megérkeztével az iszlám naptár lett a szultanátusok és a Mogul Birodalom hivatalos naptára. A brit gyarmati idők alatt az indiai szubkontinensen bevezették és a városi területeken széles körben elterjesztették a Gergely-naptár]at. A jelentősen muzulmán többségű Pakisztán és Banglades 197-es függetlenedésüktől az iszlám naptárat használták, de régebbi szövegekben lehet találkozni a Vikram és a Gergely-naptárra tett utalásokkal is. 2003-ban az indiai székhelyű szikh Shiromani Gurdwara Parbandhak Bizottság ellentmondásosan a Nanakshahi naptárat fogadta el érvényesnek. A Vikram Samvat Nepál hivatalos naptára.

## Naptárrendszer
A Vikram Samvat a Gergely-naptárhoz hasonló felépítésű, de a héber naptártól jelentősen eltér. A Gergely-naptártól eltérően azonban, mely a holdhónapok hosszát nyújtja meg úgy, hogy kijöjjön a napév hossza, (a 354 holdnappal szemben), a Vikram Samvat és a héber naptár megtartja a holdhónapok következetességét, és kifejezetten tudományos alapon „egy extra hónap” jelenik meg, nagyjából háromévente, pontosabban egy 19 éves időszak alatt 7 alkalommal. Így az ünnepek és az aratással kapcsolatos teendők ugyanabba az évszakba essenek. A Vikram Samvat egy olyan holdnap naptár, melyet az ősi kultúrák gyakran fejlesztettek ki. India keleti buddhista lakosai az ókori hindu naptárat alkalmazzák, majd ezt követi népszerűségben a Vikram Samvat és a helyi buddhista naptárak. A buddhista ünnepeket még ma is a holdrendszer szerint tartják meg.
A Vikram Samvat két rendszert használ. A déli hindu naptárban i. e. 56-ban, míg az északi hindu naptárban i. e. 57–56 körül kezdődik. A legtöbb fesztiválnak helyet adó Shukla Paksha időpontja a két rendszerben megegyezik. A holdnap Vikram Samvat naptár 56,7 évvel jár a napra alapozó Gergely-naptár előtt.
A nepáli Rana dinasztia 1901-ben, az ottani időszámítás szerint 1958-ban a Vikram Samvatot tette meg az ország hivatalos hindu naptárává. Nepálban az újév Baishakh hónap első napján kezdődik, mely a Gergely-naptárban általában április 13–15 között van. Az év első napján ünneplik a Bisket Jatrát, mely Bhaktapurban minden évben nagy ünnepnek számít. 2007-ben a Nepal Sambat lett az ország naptára.
Indiában az átalakított Saka naptárat használják, kivéve a hagyományos fesztiválok időpontjának meghatározásához. India alkotmányának hindi változatában az elfogadás időpontja (1949. november 26) a Vikram Samvat szerint szerepel, mint 2006 Margsheersh Shukla Saptami Samvat. Megpróbálták lecserélni a Saka naptárat a Vikram Samvatra, mint az ország hivatalos naptára.

## Az év felosztása
A Vikram Samvat holdhónapokat és napéveket alkalmaz. Mivel a 12 holdhónap hossza nem egyezik meg a napévvel, korrekciós hónapokat (adhika māsa) adnak hozzá (vagy időnként vesznek el kshaya masa) a naptár számítása közben. Egy holdév 12 hónapból áll, és mindegyik hónap négy hétig tart. A holdnapok ottani neve tithi. Minden hónap 30 tithis hosszú, melyek hossza 20 és 27 óra között változik. Az újhold (amavasya) után kezdődő növekedés a gaura vagy shukla paksha (a kivilágosodás két hete). Az eltűnés időszaka a krishna vagy vadhya paksha (a sötétség két hete).

### Holdmértékek
- Egy tithi az az időhossz, a i ahhoz kell, hogy a Nap és Hold közötti hosszúsági szög 12 fokkal nőjön.[22] A tithi a nap bármely szakaszában elkezdődhet, és hosszában teljesen változatos.
- A paksha (vagy pakṣa) a holdi két hétnek felel meg, hossza pontosan 15 tithi.
- A māsa, vagy holdhónap (nagyjából 29.5 nap),két paksa hosszúságú.
- A ritu (évszak) hossza két māsas.[22]
- Egy ayana három ritus.
- Egy év két ayanas.[22]

### Hónap
A Vikram Samvat hónapjai azok megközelítőleges Gergely-naptár béli megfelelőikkel:
1. Vaiśākha (április-május)
2. Jyaiṣṭha (május-június)
3. Asādha (június-július)
4. Srāvana (július—augusztus)
5. Bhādrapada (augusztus-szeptember)
6. Asvinā (szeptember-október)
7. Kārtikā (október-november)
8. Agrahāyaṇa (november-december)
9. Pauṣa (december-január)
10. Māgha (január-február)
11. Phālguna (február-március)
12. Chaitra (március-április)

## Lásd még
- Hindu időszámítás
- Hindu naptár

## További olvasmányok
- Harry Falk and Chris Bennett (2009). "Macedonian Intercalary Months and the Era of Azes." Acta Orientalia 70, pp. 197–215.
- "The Dynastic Art of the Kushan", John Rosenfield

## Külső hivatkozások
- Kyoto University Gregorian – Saka – Vikrami Calendar Converter Tool, M. YANO and M. FUSHIMI